# Mare de Déu del Roser de les Esplugues
La capella de la Mare de Déu del Roser de les Esplugues era la capella del petit nucli de les Esplugues, del terme municipal de Castell de Mur, a l'antic terme de Mur.
Estava situada al lloc més enlairat d'aquella antiga caseria, sota la balma que s'obre a la part baixa del Cinglo de les Esplugues.
El 17 d'abril del 2018, i arran d'una esllavissada després d'episodis continuats de pluja, la capella quedà totalment destruïda. En la mateixa esllavissada dues persones van morir en quedar sepultades per les roques mentre circulaven per la carretera adjacent.